# Raúl Antuña
Raúl Adolfo Antuña Castro (San Juan, Argentina; 31 de agosto de 1973) es un exfutbolista y entrenador argentino que jugaba como mediocampista ofensivo. Actualmente dirige a Orense.

## Trayectoria

### Como jugador
En 1991, Antuña inició su carrera como futbolista en San Martín de San Juan.Después de un paso por La Serena, retornó al equipo sanjuanino y más tarde jugó en el Elche de España. Para la temporada 1998-99, retornó a Argentina donde defendió las camisetas de Gimnasia y Esgrima de Jujuy, San Martín de Mendoza e Instituto. Con este último equipo, llegó a disputar la Promoción por el ascenso a la máxima categoría donde fueron derrotados por Argentinos Juniors.
A partir del año 2002, se marchó al fútbol ecuatoriano para jugar en Aucas, Deportivo Quito y Olmedo.En la temporada 2004, arribó al Deportivo Cuenca donde salió campeón del campeonato ecuatoriano.En 2005, retornó al fútbol argentino para jugar en Independiente Rivadavia y nuevamente en San Martín de San Juan.
Luego de un pequeño paso por el Deportivo Azogues, fichó para Gimnasia y Tiro de Salta en agosto de 2009 donde culminaría su etapa como jugador profesional.

### Como entrenador
En julio de 2011, Antuña inició su carrera como técnico en Gimnasia y Tiro de Salta donde permaneció hasta febrero de 2012.Luego de una pequeña etapa en Sportivo Del Bono, asumió al frente de Peñarol el 7 de noviembre hasta el siguiente año.
El 30 de octubre de 2014, fue contratado por Atlético Palmira.Sin embargo, en abril de 2015, dejó su cargo para ocupar el banquillo de Unión de Villa Krause.En octubre de 2016, presentó su renuncia al cargo después de la victoria ante Gutiérrez.Dos meses más tarde, firmó contrato con Desamparados donde permaneció hasta febrero de 2018.En noviembre de ese mismo año, asumió como entrenador de Juventud Unida.El 23 de enero de 2019, presentó su renuncia después de una serie de malos resultados.

#### San Martín de San Juan
En julio de 2021, fue anunciado como coordinador de las inferiores de San Martín de San Juan.En marzo de 2022, asumió como técnico del primer equipo en reemplazo de Facundo Villalba hasta el final de la temporada.Luego de asumir como manager deportivo del club, en marzo de 2023, inició un nuevo período como interino donde dirigió un solo encuentro.
El 17 de abril de 2024, fue ratificado como técnico del plantel profesional después de un pequeño interinato a partir de la renuncia de José María Martínez.El 8 de diciembre, obtuvo el ascenso a la máxima categoría luego de vencer a Gimnasia y Esgrima de Mendoza por 2-0 en la final del Torneo Reducido.Sin embargo, el 17 de marzo de 2025, presentó su renuncia al cargo después de un mal comienzo en la temporada.

#### Orense
El 24 de marzo de 2025, fue oficializado como entrenador de Orense.

## Clubes

### Como jugador
| Club                        | País      | Año       |
| --------------------------- | --------- | --------- |
| San Martín de San Juan      | Argentina | 1991-1993 |
| La Serena                   | Chile     | 1994      |
| San Martín de San Juan      | Argentina | 1995-1997 |
| Elche                       | España    | 1998      |
| Gimnasia y Esgrima de Jujuy | Argentina | 1998-1999 |
| San Martín de Mendoza       | Argentina | 1999-2000 |
| Instituto                   | Argentina | 2000-2001 |
| San Martín de San Juan      | Argentina | 2001-2002 |
| Aucas                       | Ecuador   | 2002      |
| Deportivo Quito             | Ecuador   | 2003      |
| Olmedo                      | Ecuador   | 2003      |
| Unión de Santa Fe           | Argentina | 2004      |
| Deportivo Cuenca            | Ecuador   | 2004      |
| Macará                      | Ecuador   | 2005      |
| Independiente Rivadavia     | Argentina | 2005-2006 |
| San Martín de San Juan      | Argentina | 2006-2008 |
| Deportivo Azogues           | Ecuador   | 2009      |
| Gimnasia y Tiro de Salta    | Argentina | 2009      |

### Como entrenador
| Club                     | País      | Año           |
| ------------------------ | --------- | ------------- |
| Gimnasia y Tiro de Salta | Argentina | 2011          |
| Sportivo Del Bono        | Argentina | 2012          |
| Peñarol de San Juan      | Argentina | 2012-2013     |
| Atlético Palmira         | Argentina | 2014-2015     |
| Unión de Villa Krause    | Argentina | 2015-2016     |
| Desamparados             | Argentina | 2016-2018     |
| Juventud Unida           | Argentina | 2018-2019     |
| San Martín de San Juan   | Argentina | 2022          |
| San Martín de San Juan   | Argentina | 2023          |
| San Martín de San Juan   | Argentina | 2024-2025     |
| Orense                   | Ecuador   | 2025-presente |

### Estadísticas como entrenador
| Equipo                             | Div.                  | Torneo                     | Estadísticas | Estadísticas | Estadísticas | Estadísticas | Estadísticas | Estadísticas | Estadísticas | Estadísticas |
| Equipo                             | Div.                  | Torneo                     | PJ           | G            | E            | P            | GF           | GC           | DG           | Efectividad  |
| ---------------------------------- | --------------------- | -------------------------- | ------------ | ------------ | ------------ | ------------ | ------------ | ------------ | ------------ | ------------ |
| Gimnasia y Tiro de Salta Argentina | 3.ª                   | Torneo Argentino A 2011-12 | 16           | 5            | 6            | 5            | 16           | 18           | -2           | 47.92%       |
| Gimnasia y Tiro de Salta Argentina | 3.ª                   | Copa Argentina 2011-12     | 3            | 1            | 1            | 1            | 4            | 4            | 0            | 44.44%       |
| Gimnasia y Tiro de Salta Argentina | Total                 | Total                      | 19           | 6            | 7            | 6            | 20           | 22           | -2           | 47.37%       |
| Sportivo Del Bono Argentina        | 4.ª                   | Torneo Argentino B 2011-12 | 6            | 3            | 2            | 1            | 9            | 5            | +4           | 61.11%       |
| Sportivo Del Bono Argentina        | 4.ª                   | Torneo Argentino B 2012-13 | 10           | 2            | 3            | 5            | 5            | 12           | -7           | 30%          |
| Sportivo Del Bono Argentina        | 4.ª                   | Copa Argentina 2012-13     | 1            | 0            | 1            | 0            | 2            | 2            | 0            | 33.33%       |
| Sportivo Del Bono Argentina        | Total                 | Total                      | 17           | 5            | 6            | 6            | 16           | 19           | -3           | 47.06%       |
| Peñarol de San Juan Argentina      | 4.ª                   | Torneo Argentino B 2012-13 | 15           | 3            | 7            | 5            | 16           | 20           | -4           | 35.56%       |
| Peñarol de San Juan Argentina      | Total                 | Total                      | 15           | 3            | 7            | 5            | 16           | 20           | -4           | 35.56%       |
| Atlético Palmira Argentina         | 4.ª                   | Federal B 2014             | 8            | 4            | 3            | 1            | 6            | 4            | +2           | 62.5%        |
| Atlético Palmira Argentina         | 4.ª                   | Copa Argentina 2014-15     | 1            | 0            | 0            | 1            | 0            | 2            | -2           | 0%           |
| Atlético Palmira Argentina         | Total                 | Total                      | 9            | 4            | 3            | 2            | 6            | 6            | 0            | 55.56%       |
| Unión de Villa Krause Argentina    | 3.ª                   | Federal A 2015             | 30           | 15           | 8            | 7            | 50           | 30           | +20          | 58.89%       |
| Unión de Villa Krause Argentina    | 3.ª                   | Federal A 2016             | 14           | 5            | 7            | 2            | 12           | 10           | +2           | 52.38%       |
| Unión de Villa Krause Argentina    | 3.ª                   | Federal A 2016-17          | 7            | 2            | 4            | 1            | 5            | 5            | 0            | 47.62%       |
| Unión de Villa Krause Argentina    | Total                 | Total                      | 51           | 22           | 19           | 10           | 67           | 45           | +22          | 55.56%       |
| Desamparados Argentina             | 3.ª                   | Federal A 2016-17          | 9            | 1            | 4            | 4            | 7            | 11           | -4           | 25.93%       |
| Desamparados Argentina             | 3.ª                   | Federal A 2017-18          | 22           | 8            | 6            | 8            | 20           | 14           | +6           | 45.45%       |
| Desamparados Argentina             | 3.ª                   | Copa Argentina 2017-18     | 2            | 0            | 1            | 1            | 2            | 4            | -2           | 16.67%       |
| Desamparados Argentina             | Total                 | Total                      | 33           | 9            | 11           | 13           | 29           | 29           | 0            | 38.38%       |
| Juventud Unida Argentina           | 3.ª                   | Federal A 2018-19          | 3            | 1            | 1            | 1            | 4            | 2            | +2           | 44.44%       |
| Juventud Unida Argentina           | 3.ª                   | Copa Argentina 2018-19     | 2            | 0            | 1            | 1            | 3            | 5            | -2           | 16.67%       |
| Juventud Unida Argentina           | Total                 | Total                      | 5            | 1            | 2            | 2            | 7            | 7            | 0            | 33.33%       |
| San Martín de San Juan Argentina   | 2ª                    | Primera Nacional 2022      | 31           | 14           | 5            | 12           | 48           | 37           | +11          | 50.54%       |
| San Martín de San Juan Argentina   | 2ª                    | Primera Nacional 2023      | 1            | 1            | 0            | 0            | 1            | 0            | +1           | 100%         |
| San Martín de San Juan Argentina   | 2ª                    | Primera Nacional 2024      | 35           | 19           | 11           | 5            | 40           | 18           | +22          | 64.76%       |
| San Martín de San Juan Argentina   | 1.ª                   | Apertura 2025              | 10           | 1            | 3            | 6            | 4            | 10           | -6           | 22.22%       |
| San Martín de San Juan Argentina   | Total                 | Total                      | 77           | 35           | 19           | 23           | 93           | 65           | +28          | 53.68%       |
| Orense Ecuador                     | 1.ª                   | Serie A de Ecuador 2025    | 3            | 2            | 1            | 0            | 4            | 1            | +3           | 77.78%       |
| Orense Ecuador                     | Total                 | Total                      | 3            | 2            | 1            | 0            | 4            | 1            | +3           | 77.78%       |
| Total como entrenador              | Total como entrenador | Total como entrenador      | 229          | 87           | 74           | 68           | 258          | 214          | +44          | 48.76%       |

Datos actualizados al último partido dirigido el 15 de abril de 2025.

## Palmarés

### Como jugador

#### Campeonatos nacionales
| Título  | Club             | País    | Año  |
| ------- | ---------------- | ------- | ---- |
| Serie A | Deportivo Cuenca | Ecuador | 2004 |

### Como entrenador

#### Otros logros
| Logro                      | Equipo                 | País      | Año  |
| -------------------------- | ---------------------- | --------- | ---- |
| Ascenso a Primera División | San Martín de San Juan | Argentina | 2024 |